# هاري هايد
هاري هايد (بالإنجليزية: Harry Hyde)‏ هو لاعب كرة قاعدة أمريكي، (ولد في ناشفيل في الولايات المتحدة أغسطس 1869  م).